# J. Van Vechten Olcott

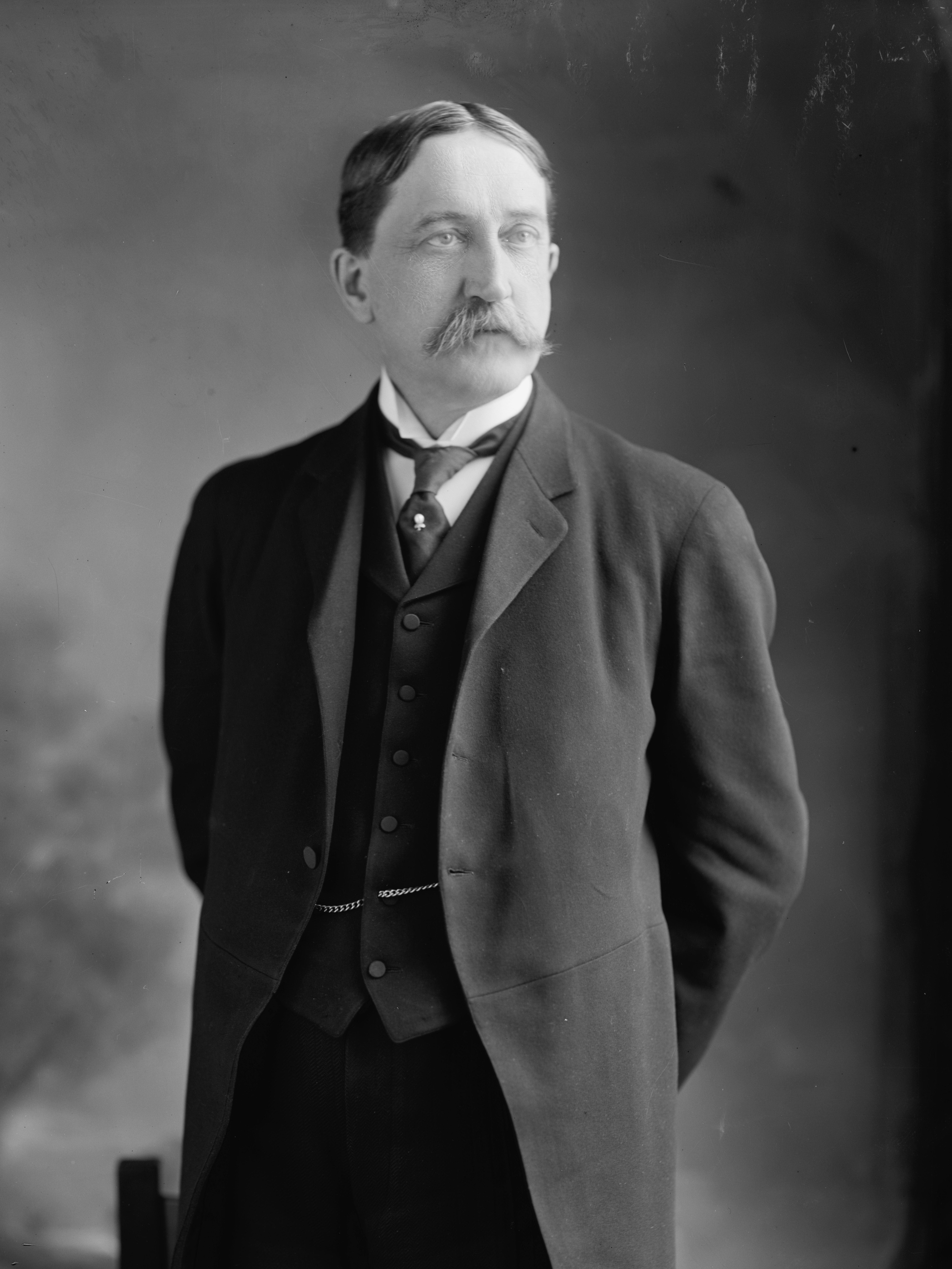
J. Van Vechten Olcott

Jacob Van Vechten Olcott (* 17. Mai 1856 in New York City; † 1. Juni 1940 ebenda) war ein US-amerikanischer Jurist und Politiker. Zwischen 1905 und 1911 vertrat er den Bundesstaat New York im US-Repräsentantenhaus.

## Werdegang
Jacob Van Vechten Olcott wurde ungefähr fünf Jahre vor dem Ausbruch des Bürgerkrieges in New York City geboren und wuchs dort auf. In dieser Zeit besuchte er öffentliche Schulen und das College of the City of New York (heute New York University). Er graduierte im Mai 1877 an der Columbia College Law School in New York City. Seine Zulassung als Anwalt erhielt er am 17. Mai 1877 und begann dann 1881 in New York City zu praktizieren. Zwischen 1895 und 1897 saß er in der Civil Service Commission von New York City. Er war Schatzmeister und Vizepräsident des St. Luke’s Hospital in New York City. Politisch gehörte er der Republikanischen Partei an.
Bei den Kongresswahlen des Jahres 1904 für den 59. Kongress wurde er im 15. Wahlbezirk von New York in das US-Repräsentantenhaus in Washington, D.C. gewählt, wo er am 4. März 1905 die Nachfolge von William H. Douglas antrat. Nach zwei erfolgreichen Wiederwahlen verzichtete er im Jahr 1910 auf eine erneute Kandidatur und schied nach dem 3. März 1911 aus dem Kongress aus.
Nach seiner Kongresszeit ging er in New York City wieder seiner Tätigkeit als Anwalt nach. Am 1. Juni 1940 verstarb er dort und wurde dann auf dem Green-Wood Cemetery in Brooklyn beigesetzt.